# Aleksandr Karelin
Aleksandr Aleksandrovitj Karelin, (ry: Алекса́ндр Алекса́ндрович Каре́лин), född 19 september 1967 i Novosibirsk, Ryssland, är en rysk före detta tungviktsbrottare och numera politiker. Han var åren 1987–2000 obesegrad i tungvikt, grekisk-romersk stil, och erövrade under denna tid 24 internationella mästerskapsguld. Karelin anses av ett stort antal bedömare som världens bästa grekisk-romerska brottare någonsin.

## Karriär
Under hela sin brottningskarriär, som innefattade tio år där han inte gav ifrån sig en enda poäng, vann han 24 internationella mästerskapsguld. Åren 1988–2000 tog han 9 VM-guld, 12 EM-guld, 3 OS-guld. Den 13-åriga segersviten avslutades i OS-finalen 2000, när han stötte på amerikanen Rulon Gardner som vann guldet på poäng, 1–0. Karelins överlägsenhet under hans bästa år gav honom smeknamn som "Det ryska experimentet", "Lyftkranen från Sibirien", "Alexander den store" och "Den ryska björnen".
År 2002 utsågs Karelin av Internationella Brottningsförbundet, FILA, till 1900-talets bästa grekisk-romerska brottare alla kategorier.
Som politiker är Karelin ledamot i ryska duman för partiet Enade Ryssland.

## Stil
Karelin var känd för sitt specialgrepp, det "omvända livtag", eller "The Karelin Lift" som det kom att kallas på engelska. När ryssen fått ner sin motståndare på mattan och den senare låg platt för att undvika att rullas eller kastas, hissade Karelin helt sonika sin motståndare i luften för att sedan med stor teknik och kraft vika sig själv bakåt och över sitt eget huvud kasta motståndaren rakt ner i mattan. Denna effektiva manöver, då den genomfördes korrekt, tilldelade Karelin 5 poäng per kast – det maximala i grekisk-romersk brottning. Kastet hade länge utövats av lättare brottare men knappast av tungviktare då lyftet och vändandet av en motståndare på upp till 130 kg kräver en enorm styrka. Denna styrka besatt dock Karelin som i mästerskap efter mästerskap drog till sig stor uppmärksamhet när han, bokstavligt talat, bollade med sina namnkunniga brottarkollegor.